# Yohei Nakada
Yohei Nakada (født 11. november 1983) er en tidligere japansk fodboldspiller.
Han har spillet for flere forskellige klubber i sin karriere, herunder Kataller Toyama.